# فيروفيتيكا

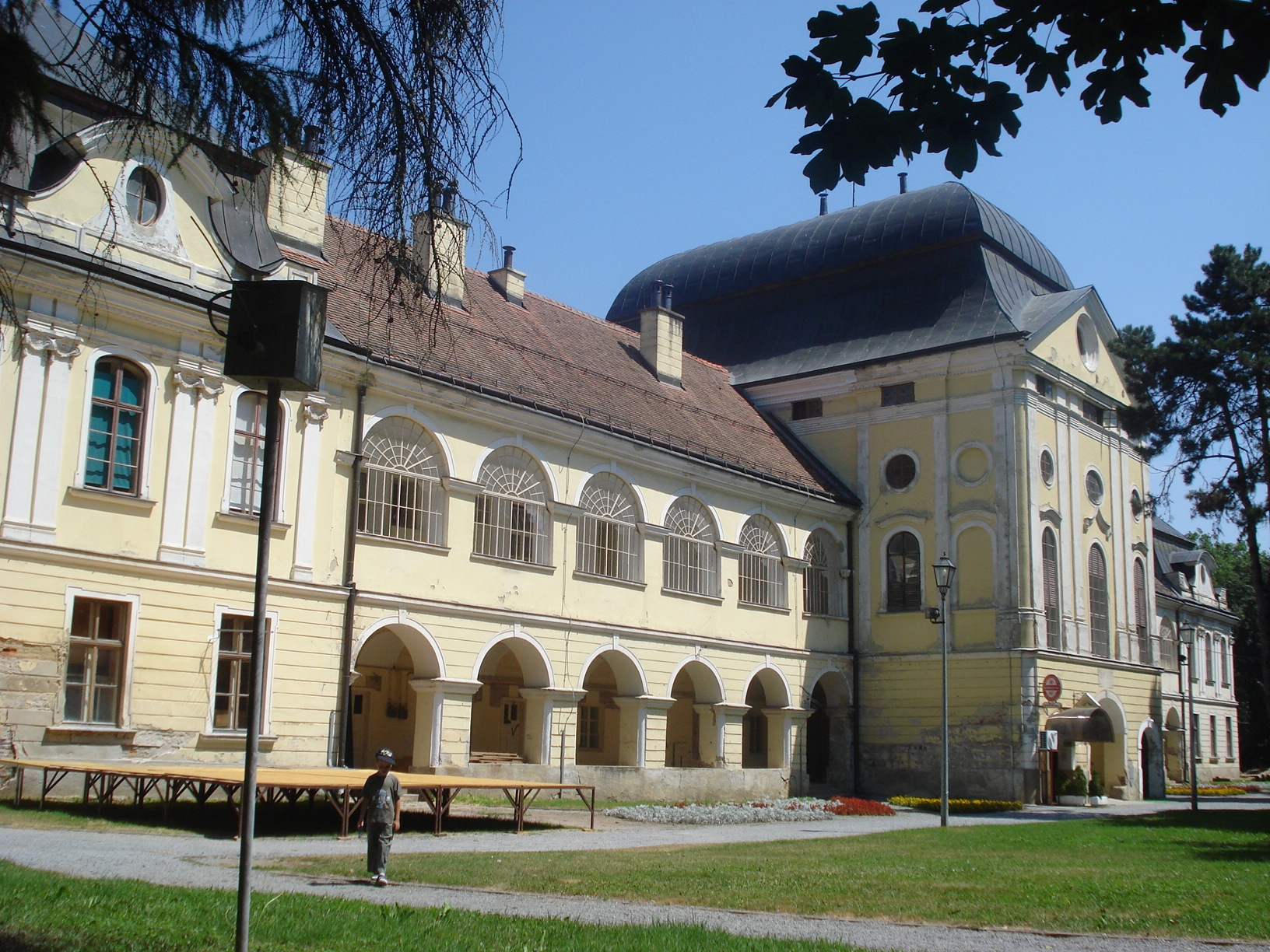
الطابع المعماري في فيروفيتيكا

مدينة فيروفيتيكا هي مدينة كرواتية وهي مركز مقاطعة فيروفيتيكا-بودرافينا.

## توأمة
لفيروفيتيكا اتفاقيات توأمة مع كل من:
- Barcs [الإنجليزية]‏
- تراونرويت
- فيشكوف

## معرض صور

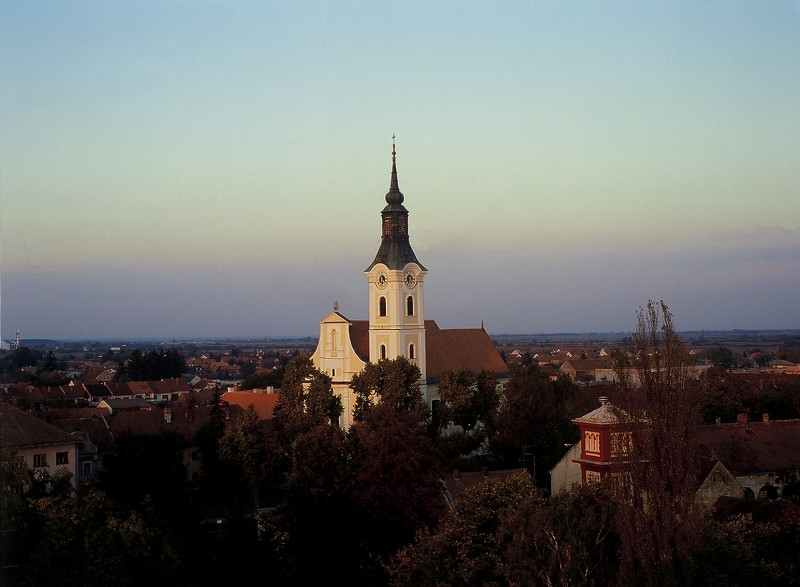
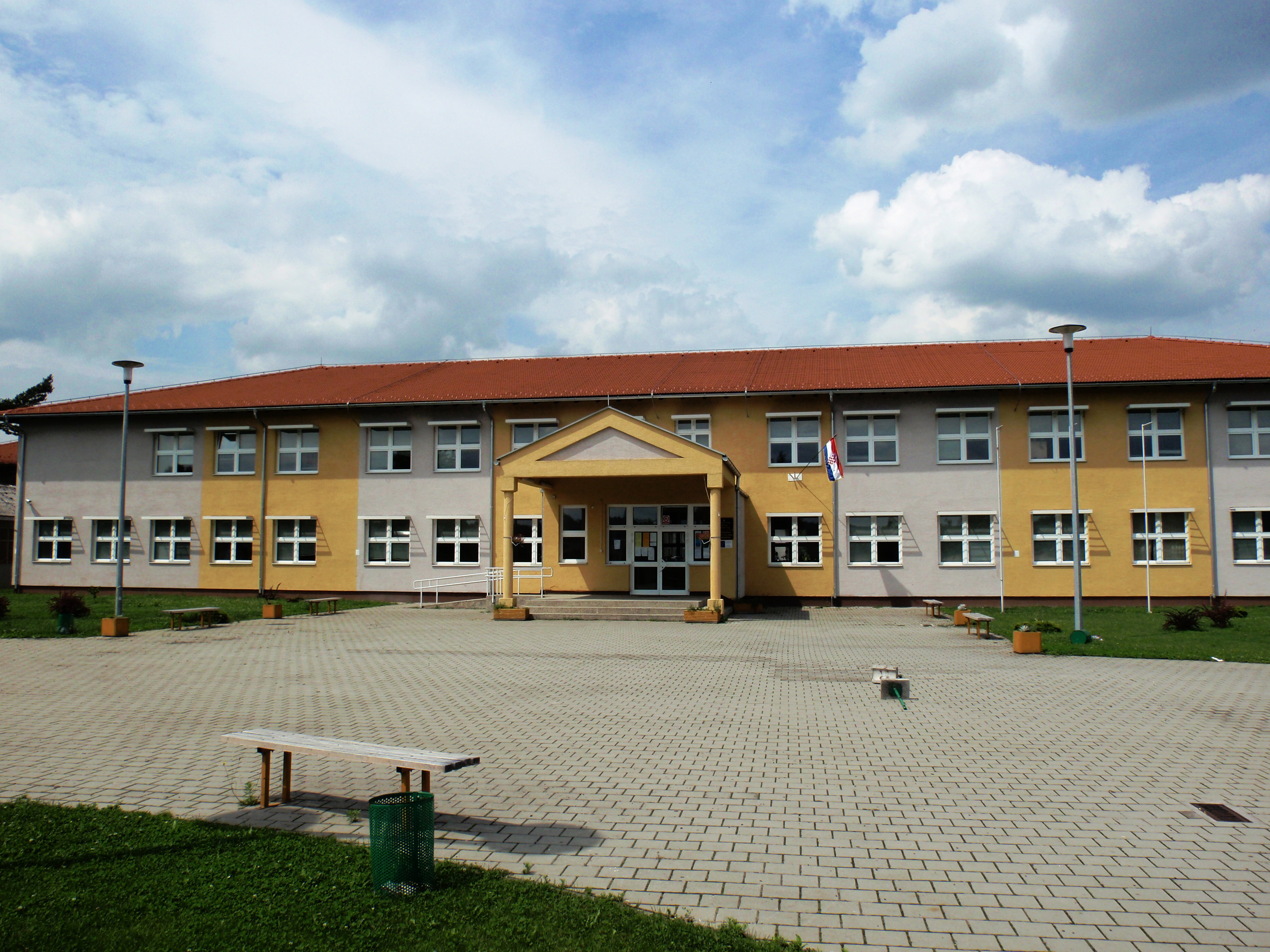
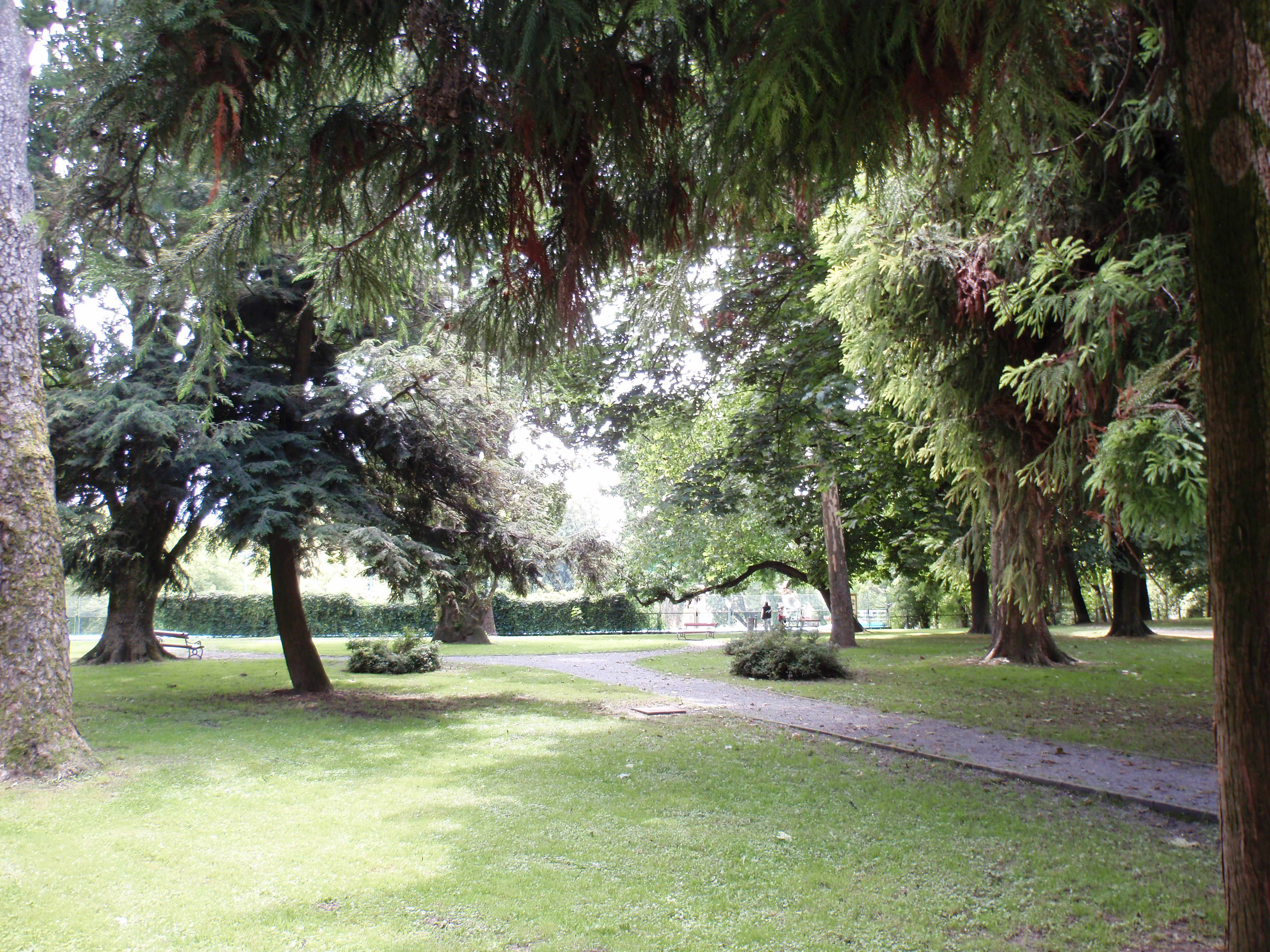
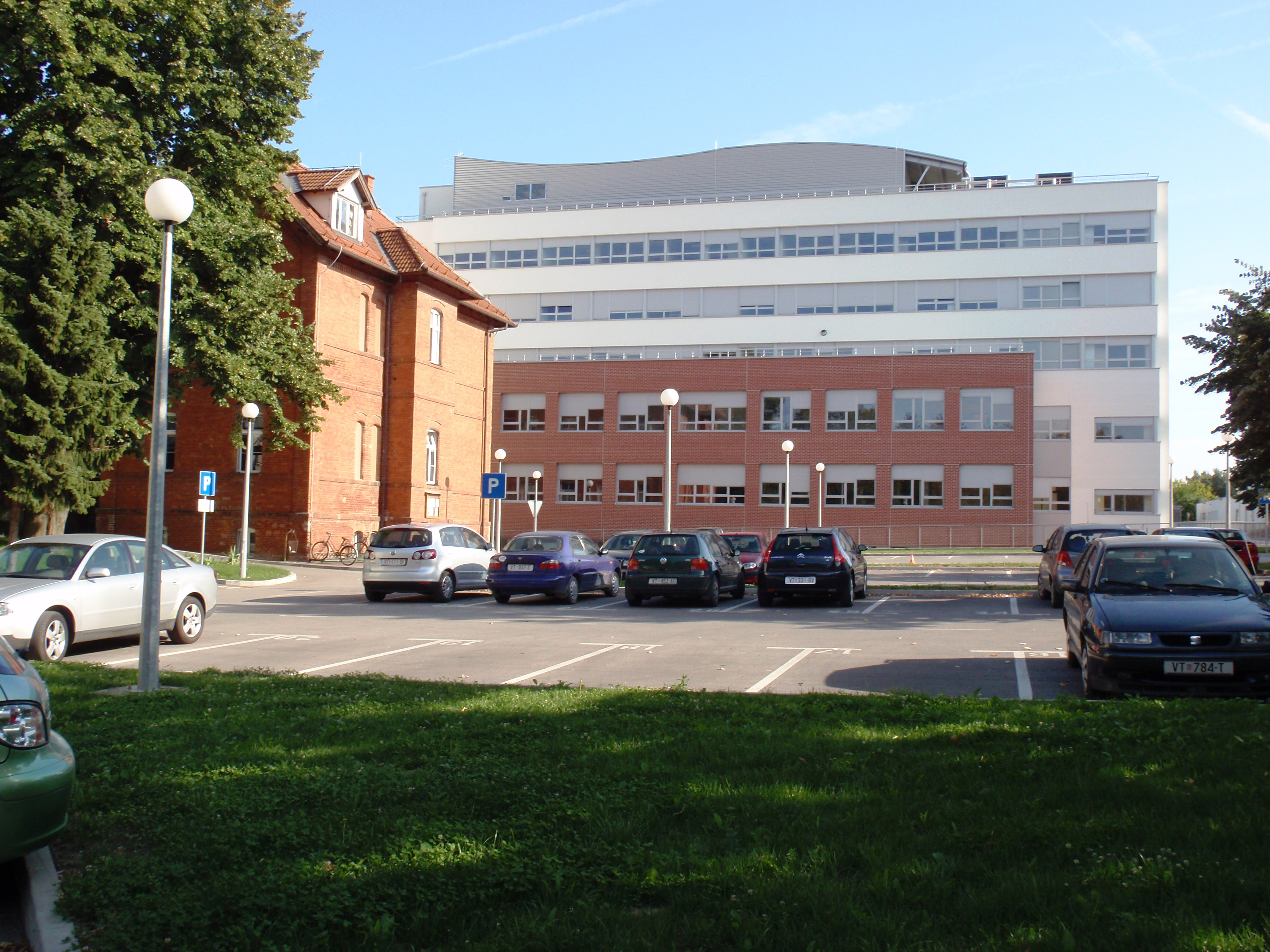
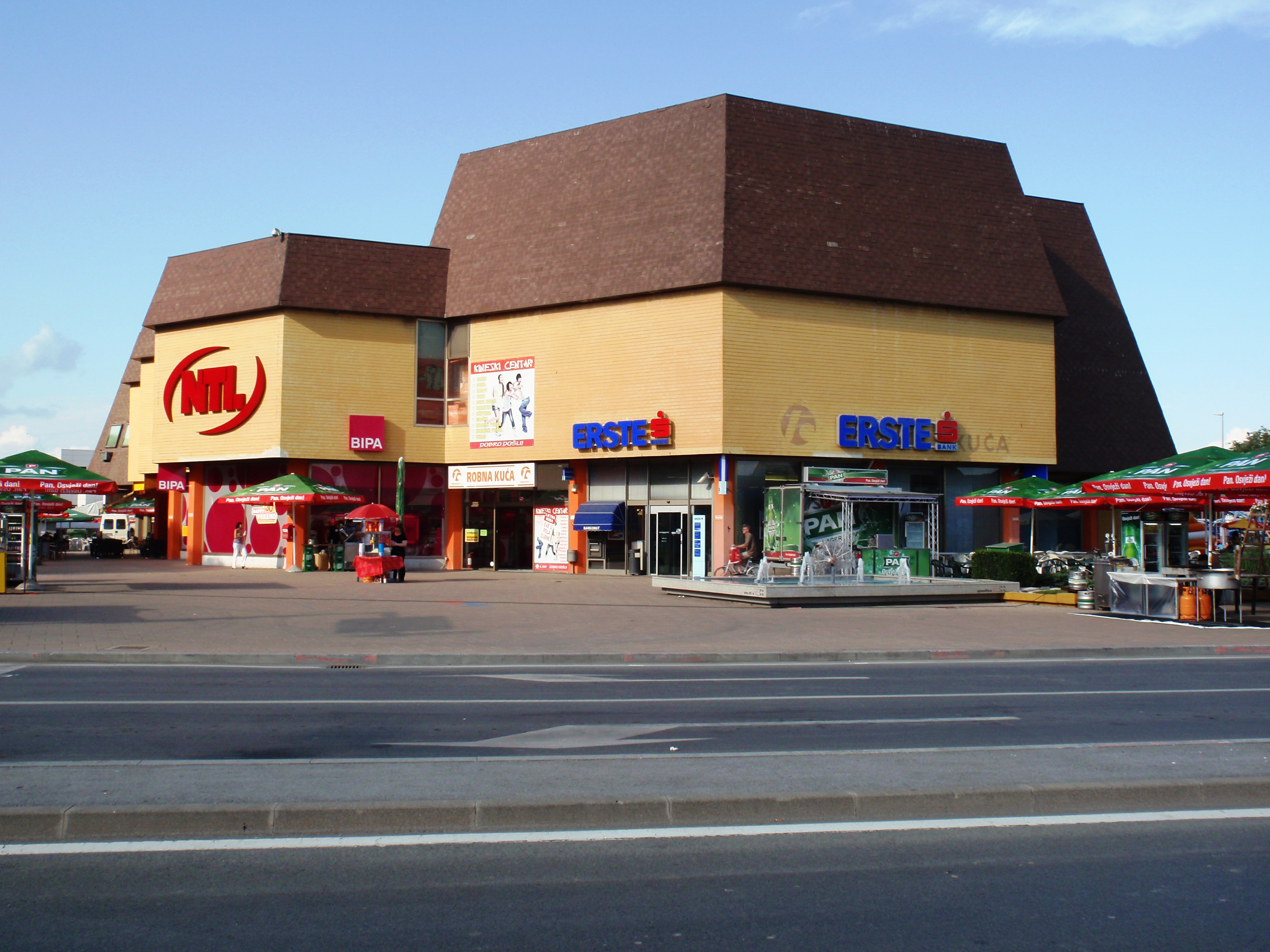
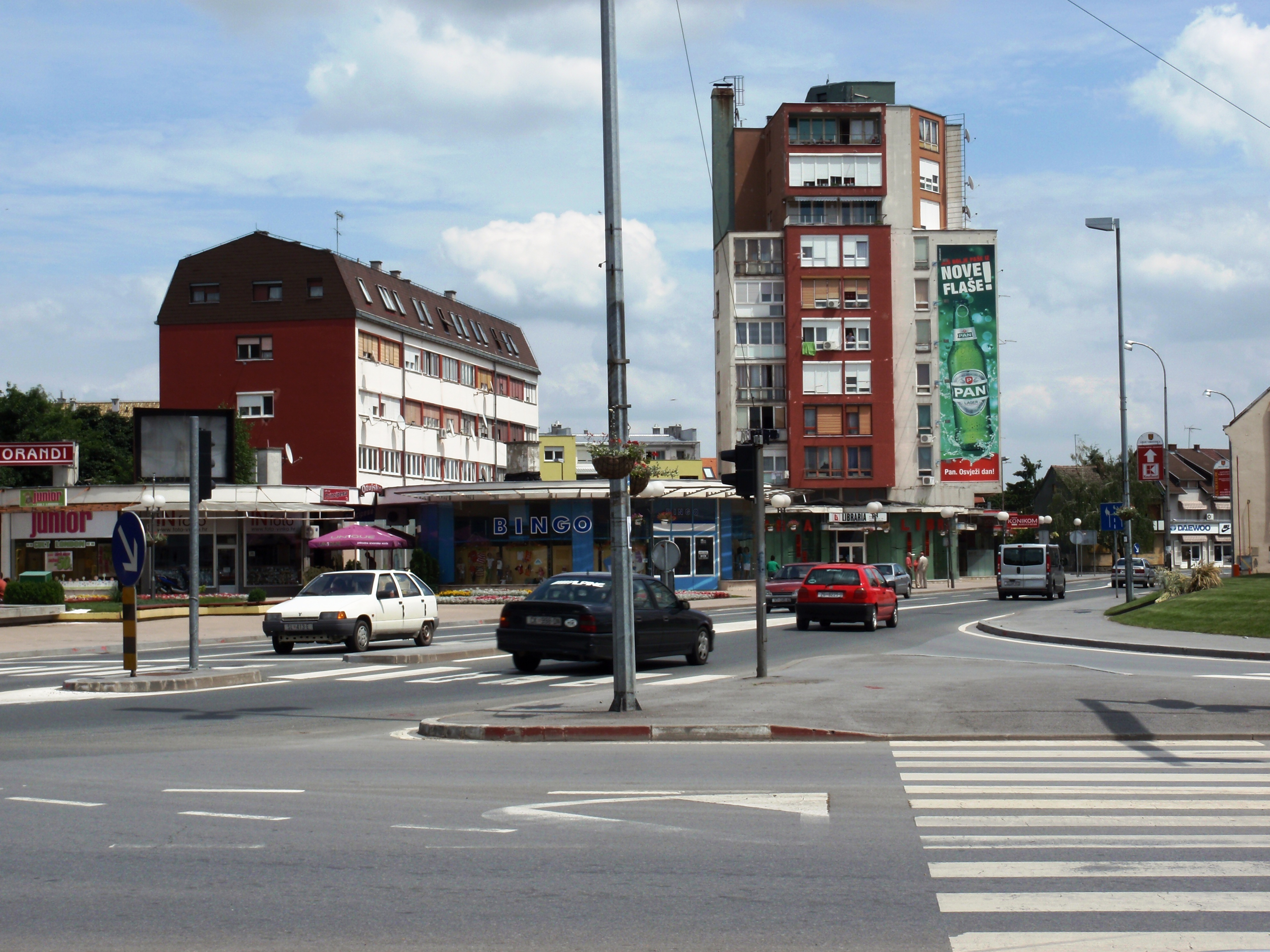

## أعلام
- ميروسلاف فيلدمان
- مايا كوجنياك